# AZ in het seizoen 2018/19
In het seizoen 2018/19 komt AZ uit in de Eredivisie. Ook deed AZ dit seizoen mee in het toernooi om de TOTO KNVB Beker. Door de behaalde derde plek in het afgelopen seizoen stroomde AZ dit seizoen in de tweede kwalificatieronde van de Europa League.
In de tweede kwalificatieronde van de Europa League verloor AZ de tweeluik tegen Kairat Almaty uit Kazachstan met een totaalscore van 2 – 3 (0 – 2 nederlaag en 2 – 1 overwinning). Hierdoor was AZ al uitgeschakeld in de Europa League nog voor de competitiestart. In de KNVB Beker kwam AZ niet verder dan de halve finale van dit seizoen. AZ verloor na de strafschoppenreeks met 2 – 1 van Willem II, de wedstrijd zelf eindigde na de verlenging in 1 – 1. In de Eredivisie eindigde AZ dit seizoen op de 4e plaats, dat recht geeft om deel te nemen aan de tweede voorronde van de Europa League.

## Selectie
| Nr.           | Nat.        | Naam                 | Geb. dat.  | Vorige club       | Contract tot |
| Keepers       | Keepers     | Keepers              | Keepers    | Keepers           | Keepers      |
| ------------- | ----------- | -------------------- | ---------- | ----------------- | ------------ |
| 1             | Nederland   | Marco Bizot          | 10-03-1991 | KRC Genk          | 2021         |
| 16            | Nederland   | Rody de Boer         | 22-08-1997 | Telstar           | 2022         |
| 22            | Nederland   | Piet Velthuizen      | 03-11-1986 | Omonia Nicosia    | 2019         |
| 25            | Nederland   | Jasper Schendelaar   | 02-09-2000 | Eigen jeugd       | 2022         |
| Verdedigers   |             |                      |            |                   |              |
| 2             | Noorwegen   | Jonas Svensson       | 06-03-1993 | Rosenborg         | 2021         |
| 3             | Duitsland   | Henri Weigelt        | 17-01-1998 | Arminia Bielefeld | 2021         |
| 4             | Nederland   | Ron Vlaar            | 16-02-1985 | Aston Villa       | 2019         |
| 5             | Nederland   | Thomas Ouwejan       | 30-09-1996 | Eigen jeugd       | 2020         |
| 12            | Griekenland | Pantelis Hatzidiakos | 18-01-1997 | Eigen jeugd       | 2021         |
| 15            | Nederland   | Owen Wijndal         | 28-11-1999 | Eigen jeugd       | 2023         |
| 23            | Nederland   | Léon Bergsma         | 25-01-1997 | Ajax              | 2022         |
| 30            | België      | Stijn Wuytens        | 08-10-1989 | Willem II         | 2020         |
| 34            | Nederland   | Ricardo van Rhijn    | 13-06-1991 | Club Brugge       | 2019         |
| Middenvelders |             |                      |            |                   |              |
| 6             | Noorwegen   | Fredrik Midtsjø      | 11-08-1994 | Rosenborg         | 2022         |
| 8             | Nederland   | Teun Koopmeiners     | 28-02-1998 | Eigen jeugd       | 2022         |
| 10            | Nederland   | Guus Til             | 22-12-1997 | Eigen jeugd       | 2023         |
| 17            | Nederland   | Jeremy Helmer        | 03-07-1997 | Eigen jeugd       | 2022         |
| 20            | Nederland   | Mats Seuntjens       | 17-04-1992 | NAC Breda         | 2020         |
| 24            | Nederland   | Tijjani Reijnders    | 29-07-1998 | PEC Zwolle        | 2020         |
| 26            | Nederland   | Adam Maher           | 20-07-1993 | FC Twente         | 2019         |
| 29            | Nederland   | Mees Hoedemakers     | 18-02-1998 | Eigen jeugd       | 2021         |
| Aanvallers    |             |                      |            |                   |              |
| 7             | Nederland   | Calvin Stengs        | 18-12-1998 | Eigen jeugd       | 2022         |
| 9             | Noorwegen   | Bjørn Johnsen        | 06-11-1991 | ADO Den Haag      | 2022         |
| 11            | Nederland   | Oussama Idrissi      | 26-02-1996 | FC Groningen      | 2022         |
| 21            | Nederland   | Myron Boadu          | 14-01-2001 | Eigen jeugd       | 2021         |
| 27            | Tsjechië    | Ondřej Mihálik       | 02-04-1997 | FK Jablonec       | 2022         |
| 28            | IJsland     | Albert Guðmundsson   | 15-06-1997 | PSV               | 2022         |

Bron: A-selectie van AZ

## Transfers
Voor recente transfers bekijk: Lijst van Eredivisie transfers zomer 2018/19

Voor recente transfers bekijk: Lijst van Eredivisie transfers winter 2018/19
Aangetrokken
| No. | Nationaliteit | Positie      | Naam               | Vorige club                    |
| --- | ------------- | ------------ | ------------------ | ------------------------------ |
| 3   | Duitsland     | Verdediger   | Henri Weigelt      | Arminia Bielefeld              |
| 9   | Noorwegen     | Aanvaller    | Bjørn Johnsen      | ADO Den Haag                   |
| 14  | Roemenië      | Aanvaller    | Dorin Rotariu      | Club Brugge, gehuurd           |
| 16  | Nederland     | Doelman      | Rody de Boer       | Telstar                        |
| 18  | Nederland     | Middenvelder | Marko Vejinović    | Feyenoord                      |
| 22  | Nederland     | Doelman      | Piet Velthuizen    | Omonia Nicosia                 |
| 23  | Nederland     | Verdediger   | Léon Bergsma       | Ajax                           |
| 26  | Nederland     | Middenvelder | Adam Maher         | FC Twente                      |
| 28  | IJsland       | Aanvaller    | Albert Guðmundsson | PSV                            |
| 34  | Nederland     | Verdediger   | Ricardo van Rhijn  | Club Brugge                    |
| 54  | Nigeria       | Aanvaller    | Fred Friday        | Sparta Rotterdam, was verhuurd |

Vertrokken
| No. bij AZ | Nationaliteit      | Positie      | Naam                    | Nieuwe club                | C. tot | Type         |
| ---------- | ------------------ | ------------ | ----------------------- | -------------------------- | ------ | ------------ |
| 7          | Iran               | Aanvaller    | Alireza Jahanbakhsh     | Brighton & Hove Albion     | 2020   | Transfer     |
| 8          | Nederland          | Middenvelder | Joris van Overeem       | FC Utrecht                 | 2020   | Transfer     |
| 9          | Nederland          | Aanvaller    | Wout Weghorst           | VfL Wolfsburg              | 2020   | Transfer     |
| 14         | Roemenië           | Aanvaller    | Dorin Rotariu           | Club Brugge                | 2019   | Was gehuurd  |
| 16         | Nederland          | Doelman      | Gino Coutinho           | N.E.C.                     | 2018   | Transfervrij |
| 18         | Nederland          | Middenvelder | Marko Vejinović         | Arka Gdynia                | 2022   | Verhuurd     |
| 25         | Nederland          | Doelman      | Nick Olij               | TOP Oss                    | 2019   | Verhuurd     |
| 28         | Trinidad en Tobago | Aanvaller    | Levi Garcia             | Hapoel Ironi Kiryat Shmona | 2018   | Transfervrij |
| 38         | Nederland          | Aanvaller    | Ferdy Druijf            | N.E.C.                     | 2021   | Verhuurd     |
| 53         | Nederland          | Aanvaller    | Dabney dos Santos Souza | Heracles Almelo            | 2019   | Transfer     |
| 54         | Nigeria            | Aanvaller    | Fred Friday             | FC Twente                  | 2020   | Verhuurd     |
| 55         | Nederland          | Middenvelder | Ben Rienstra            | sc Heerenveen              | 2020   | Transfer     |
| 56         | Nederland          | Verdediger   | Rens van Eijden         | N.E.C.                     | 2020   | Transfer     |
| 57         | Nederland          | Verdediger   | Iliass Bel Hassani      | FC Groningen               | 2021   | Verhuurd     |
| 58         | Nederland          | Verdediger   | Jop van der Linden      | Sydney FC                  | 2019   | Transfer     |

## Staf & directie
| Naam              | Functie           |
| ----------------- | ----------------- |
| John van den Brom | Hoofdtrainer      |
| Pascal Jansen     | Assistent-trainer |
| Arne Slot         | Assistent-trainer |
| Nick van Aart     | Keeperstrainer    |

| Naam               | Functie                      |
| ------------------ | ---------------------------- |
| Frank Zaal         | Teammanager                  |
| Joost van der Hoek | Clubarts/Hoofd medische staf |
| Rob Tamminga       | Hoofd fysiotherapie          |
| Martin Cruijff     | Fysiotherapeut               |
| Frank Renzenbrink  | Fysiotherapeut               |
| Niels Kok          | Inspanningsfysioloog         |
| Paul Reus          | Materiaalverzorger           |
| Ari Menmi          | Materiaalverzorger           |
| Kees Verver        | Video-analist                |
| Lisanne Nooter     | Persvoorlichter              |
| Paul Brandenburg   | Hoofd Jeugdopleiding         |

| Naam            | Functie             |
| --------------- | ------------------- |
| Robert Eenhoorn | Algemeen directeur  |
| Max Huiberts    | Technisch directeur |

## Wedstrijdverslagen

### Vriendschappelijk
Wedstrijden
| Datum      | Wedstrijd               | Uitslag | Verslag |
| ---------- | ----------------------- | ------- | ------- |
| 29-06-2018 | Regioselectie – AZ      | 2 – 5   | 1       |
| 30-06-2018 | Amersfoorts Elftal – AZ | 0 – 3   | 2       |
| 07-07-2018 | AZ – FC Midtjylland     | 1 – 1   | 3       |
| 12-07-2018 | Zeeuws Elftal – AZ      | 1 – 8   | 4       |
| 14-07-2018 | AZ – KSC Lokeren        | 2 – 0   | 5       |
| 18-07-2018 | AZ – Panathinaikos      | 2 – 0   | 6       |
| 22-07-2018 | SV Zulte Waregem – AZ   | 0 – 1   | 7       |
| 11-01-2019 | 1. FC Slovácko – AZ     | 1 – 1   | 8       |
| 11-01-2019 | Fenerbahçe SK – AZ      | 3 – 2   | 9       |
| 15-01-2019 | AZ – De Graafschap      | 2 – 2   | 10      |

### Eredivisie
Wedstrijden
| №  | Datum      | Wedstrijd            | Uitslag | Verslag |
| -- | ---------- | -------------------- | ------- | ------- |
| 1  | 12-08-2018 | AZ – NAC Breda       | 5 – 0   | 1       |
| 2  | 19-08-2018 | FC Emmen – AZ        | 1 – 4   | 2       |
| 3  | 26-08-2018 | AZ – Vitesse         | 0 – 0   | 3       |
| 4  | 02-09-2018 | Heracles Almelo – AZ | 3 – 2   | 4       |
| 5  | 16-09-2018 | AZ – Feyenoord       | 1 – 1   | 5       |
| 6  | 23-09-2018 | FC Groningen – AZ    | 1 – 3   | 6       |
| 7  | 30-09-2018 | AZ – PEC Zwolle      | 2 – 2   | 7       |
| 8  | 07-10-2018 | Ajax – AZ            | 5 – 0   | 8       |
| 9  | 20-10-2018 | FC Utrecht – AZ      | 2 – 1   | 9       |
| 10 | 28-10-2018 | AZ – sc Heerenveen   | 2 – 3   | 10      |
| 11 | 03-11-2018 | AZ – De Graafschap   | 1 – 0   | 11      |
| 12 | 11-11-2018 | ADO Den Haag – AZ    | 0 – 1   | 12      |
| 13 | 25-11-2018 | VVV-Venlo – AZ       | 2 – 2   | 13      |
| 14 | 01-12-2018 | AZ – Willem II       | 0 – 2   | 14      |
| 15 | 08-12-2018 | Fortuna Sittard – AZ | 0 – 3   | 15      |
| 16 | 15-12-2018 | AZ – Excelsior       | 2 – 1   | 16      |
| 17 | 22-12-2018 | PSV – AZ             | 3 – 1   | 17      |
| 18 | 19-01-2019 | AZ – FC Utrecht      | 3 – 0   | 18      |
| 19 | 27-01-2019 | sc Heerenveen – AZ   | 0 – 2   | 19      |
| 20 | 02-02-2019 | AZ – FC Emmen        | 5 – 0   | 20      |
| 21 | 08-02-2019 | NAC Breda – AZ       | 0 – 3   | 21      |
| 22 | 16-02-2019 | AZ – VVV-Venlo       | 3 – 0   | 22      |
| 23 | 24-02-2019 | Willem II – AZ       | 2 – 1   | 23      |
| 24 | 03-03-2019 | AZ – Fortuna Sittard | 4 – 2   | 24      |
| 25 | 10-03-2019 | PEC Zwolle – AZ      | 0 – 0   | 25      |
| 26 | 17-03-2019 | AZ – Ajax            | 1 – 0   | 26      |
| 27 | 30-03-2019 | AZ – FC Groningen    | 1 – 0   | 27      |
| 28 | 02-04-2019 | Vitesse – AZ         | 2 – 2   | 28      |
| 29 | 06-04-2019 | De Graafschap – AZ   | 1 – 1   | 29      |
| 30 | 13-04-2019 | AZ – ADO Den Haag    | 2 – 3   | 30      |
| 31 | 20-04-2019 | Feyenoord – AZ       | 2 – 1   | 31      |
| 32 | 23-04-2019 | AZ – Heracles Almelo | 2 – 1   | 32      |
| 33 | 12-05-2019 | AZ – PSV             | 1 – 0   | 33      |
| 34 | 15-05-2019 | Excelsior – AZ       | 4 – 2   | 34      |

### TOTO KNVB Beker
Wedstrijden
| Ronde        | Datum      | Wedstrijd        | Uitslag                    | Verslag      |
| ------------ | ---------- | ---------------- | -------------------------- | ------------ |
| Eerste ronde | 27-09-2018 | MVV Alcides – AZ | 0 – 6                      | 1            |
| Tweede ronde | 31-10-2018 | AZ – VVV-Venlo   | 2 – 0                      | 2            |
| Derde ronde  | 18-12-2018 | AZ – PEC Zwolle  | 5 – 0                      | 3[dode link] |
| Kwartfinale  | 22-01-2019 | AZ – Vitesse     | 2 – 0                      | 4            |
| Halve finale | 28-02-2019 | Willem II – AZ   | 1 – 1 (n.v.)* 2 – 1 (n.s.) | 5            |

* Hierdoor is AZ uitgeschakeld in de KNVB Beker van dit seizoen.

### UEFA Europa League
Wedstrijden
| Ronde                    | Wedstrijd | Datum      | Wedstrijd          | Uitslag | Totaal | Verslag |
| ------------------------ | --------- | ---------- | ------------------ | ------- | ------ | ------- |
| Tweede kwalificatieronde | 1         | 26-07-2018 | Kairat Almaty – AZ | 2 – 0   | 2 – 3* | 1       |
| Tweede kwalificatieronde | 2         | 02-08-2018 | AZ – Kairat Almaty | 2 – 1   | 2 – 3* | 2       |

* Hierdoor is AZ uitgeschakeld in de Europa League van dit seizoen.

## Statistieken

### Eindstand in Nederlandse Eredivisie
| Stand | Gespeeld | Gewonnen | Gelijk | Verloren | Punten | Doelpunten voor | Doelpunten tegen | Gele kaarten | Twee gele kaarten | Rode kaarten |
| ----- | -------- | -------- | ------ | -------- | ------ | --------------- | ---------------- | ------------ | ----------------- | ------------ |
| 4e    | 34       | 17       | 7      | 10       | 58     | 64              | 43               | 51           | 0                 | 0            |

### Punten, stand en doelpunten per speelronde
| Speelronde                            | 1  | 2  | 3  | 4  | 5  | 6  | 7  | 8  | 9  | 10 | 11 | 12 | 13 | 14 | 15 | 16 | 17 | 18 | 19 | 20  | 21  | 22  | 23  | 24  | 25  | 26  | 27  | 28  | 29  | 30  | 31  | 32  | 33  | 34  | Totaal |
| ------------------------------------- | -- | -- | -- | -- | -- | -- | -- | -- | -- | -- | -- | -- | -- | -- | -- | -- | -- | -- | -- | --- | --- | --- | --- | --- | --- | --- | --- | --- | --- | --- | --- | --- | --- | --- | ------ |
| Aantal punten per speelronde          | 3  | 3  | 1  | 0  | 1  | 3  | 1  | 0  | 0  | 0  | 3  | 3  | 1  | 0  | 3  | 3  | 0  | 3  | 3  | 3   | 3   | 3   | 0   | 3   | 1   | 3   | 3   | 1   | 1   | 0   | 0   | 3   | 3   | 0   | 58     |
| Aantal punten na speelronde           | 3  | 6  | 7  | 7  | 8  | 11 | 12 | 12 | 12 | 12 | 15 | 18 | 19 | 19 | 22 | 25 | 25 | 28 | 31 | 34  | 37  | 40  | 40  | 43  | 44  | 47  | 50  | 51  | 52  | 52  | 52  | 55  | 58  | 58  | 58     |
| Stand na speelronde                   | 1e | 1e | 2e | 4e | 5e | 5e | 5e | 6e | 6e | 9e | 6e | 5e | 7e | 7e | 6e | 5e | 7e | 5e | 4e | 4e  | 4e  | 4e  | 4e  | 4e  | 4e  | 4e  | 3e  | 3e  | 4e  | 4e  | 4e  | 4e  | 4e  | 4e  | 4e     |
| Aantal doelpunten per speelronde      | 5  | 4  | 0  | 2  | 1  | 3  | 2  | 0  | 1  | 2  | 1  | 1  | 2  | 0  | 3  | 2  | 1  | 3  | 2  | 5   | 3   | 3   | 1   | 4   | 0   | 1   | 1   | 2   | 1   | 2   | 1   | 2   | 1   | 2   | 64     |
| Aantal tegendoelpunten per speelronde | 0  | 1  | 0  | 3  | 1  | 1  | 2  | 5  | 2  | 3  | 0  | 0  | 2  | 2  | 0  | 1  | 3  | 0  | 0  | 0   | 0   | 0   | 2   | 2   | 0   | 0   | 0   | 2   | 1   | 3   | 2   | 1   | 0   | 4   | 43     |
| Doelsaldo na speelronde               | +5 | +8 | +8 | +7 | +7 | +9 | +9 | +4 | +3 | +2 | +3 | +4 | +4 | +2 | +5 | +6 | +4 | +7 | +9 | +14 | +17 | +20 | +19 | +21 | +21 | +22 | +23 | +23 | +23 | +22 | +21 | +22 | +23 | +21 | +21    |

### Topscorers
| Nr.                           | Naam                          | Goal |
| ----------------------------- | ----------------------------- | ---- |
| 1.                            | Guus Til                      | 12   |
| 2.                            | Oussama Idrissi               | 8    |
| 2.                            | Teun Koopmeiners              | 8    |
| 4.                            | Albert Guðmundsson            | 6    |
| 4.                            | Bjørn Johnsen                 | 6    |
| 4.                            | Mats Seuntjens                | 6    |
| 7.                            | Myron Boadu                   | 3    |
| 7.                            | Calvin Stengs                 | 3    |
| 9.                            | Thomas Ouwejan                | 2    |
| 9.                            | Ron Vlaar                     | 2    |
| 11.                           | Pantelis Hatzidiakos          | 1    |
| 11.                           | Adam Maher                    | 1    |
| 11.                           | Fredrik Midtsjø               | 1    |
| 11.                           | Ricardo van Rhijn             | 1    |
| 11.                           | Jonas Svensson                | 1    |
| Eigen doelpunten tegenstander | Eigen doelpunten tegenstander | 3    |
| Totaal                        | Totaal                        | 64   |

| Nr.                           | Naam                          | Goal |
| ----------------------------- | ----------------------------- | ---- |
| 1.                            | Oussama Idrissi               | 6    |
| 2.                            | Mats Seuntjens                | 2    |
| 2.                            | Calvin Stengs                 | 2    |
| 2.                            | Guus Til                      | 2    |
| 5.                            | Bjørn Johnsen                 | 1    |
| 5.                            | Adam Maher                    | 1    |
| 5.                            | Fredrik Midtsjø               | 1    |
| 5.                            | Dorin Rotariu                 | 1    |
| Eigen doelpunten tegenstander | Eigen doelpunten tegenstander | -    |
| Totaal                        | Totaal                        | 16   |

| Nr.                           | Naam                          | Goal |
| ----------------------------- | ----------------------------- | ---- |
| 1.                            | Teun Koopmeiners              | 1    |
| 1.                            | Guus Til                      | 1    |
| Eigen doelpunten tegenstander | Eigen doelpunten tegenstander | -    |
| Totaal                        | Totaal                        | 2    |

### Assists
| Nr.    | Naam                 | Assist |
| ------ | -------------------- | ------ |
| 1.     | Oussama Idrissi      | 6      |
| 1.     | Thomas Ouwejan       | 6      |
| 3.     | Fredrik Midtsjø      | 5      |
| 3.     | Mats Seuntjens       | 5      |
| 5.     | Adam Maher           | 4      |
| 5.     | Calvin Stengs        | 4      |
| 5.     | Guus Til             | 4      |
| 8.     | Myron Boadu          | 2      |
| 8.     | Albert Guðmundsson   | 2      |
| 8.     | Jonas Svensson       | 2      |
| 11.    | Pantelis Hatzidiakos | 1      |
| Totaal | Totaal               | 41     |

| Nr.    | Naam            | Assist |
| ------ | --------------- | ------ |
| 1.     | Fredrik Midtsjø | 3      |
| 2.     | Mats Seuntjens  | 2      |
| 2.     | Guus Til        | 2      |
| 4.     | Léon Bergsma    | 1      |
| 4.     | Oussama Idrissi | 1      |
| 4.     | Adam Maher      | 1      |
| 4.     | Jonas Svensson  | 1      |
| 4.     | Owen Wijndal    | 1      |
| Totaal | Totaal          | 12     |